# دختر نامادریم دوست دختر سابقم است
دختر نامادریم دوست دختر سابقم است (به انگلیسی: My Stepmom's Daughter Is My Ex) مجموعه لایت ناول کمدی رمانتیک ژاپنی نوشته کیوسوکه کامیشیرو و تصویرگری تاکایاکی است که از اوت ۲۰۱۷ به صورت آنلاین شروع به انتشار کرد و نسخه چاپی آن در دسامبر ۲۰۱۸ منتشر شد و اقتباس به صورت مانگا هم دریافت کرد. مجموعه تلویزیونی انیمه اقتباسی ساخته استودیو Project No.9 از جولای تا سپتامبر ۲۰۲۲ پخش شد.

## داستان
میزوتو و یومه زمانی که دانش‌آموز راهنمایی بودند، یک زوج کاملاً عادی بودند و تا زمانی که وارد دبیرستان شدند در کنار هم ماندند ولی در نهایت تصمیم به جدایی گرفتند تا اینکه والدین آنها با هم دیگر ازدواج مجدد می‌کنند و حالا این دو باید زیر یک سقف زندگی کنند ولی شرطی می‌گذارند که بر اساس آن، کسی که اول به دیگری جذب شود، بازنده است.